# Mortal Kombat: Deception
Mortal Kombat: Deception (сокр. MKD; с англ. — «Смертельная битва: Обман») — компьютерная игра в жанре файтинг, разработанная и выпущенная компанией Midway в 2004 году на PlayStation 2 и Xbox. Шестая игра в серии Mortal Kombat. В 2005 году была портирована на GameCube, а в 2006 на PlayStation Portable под названием Mortal Kombat: Unchained.
В игре доступно двадцать шесть персонажей, девять из которых впервые появляются в серии. Deception содержит несколько новых режимов, таких как шахматы и головоломки. Режим «Завоевание» (англ. Konquest) вернулся из Mortal Kombat: Deadly Alliance, получив неоднозначные отзывы критиков.
В зависимости от платформы игра была встречена средними и положительными оценками. Критики положительно оценили возвращение старых персонажей серии, а также добавление новых стилей боя и взаимодействие с аренами, но ругали за дизайн героев и плохое озвучивание.

## Игровой процесс

Сражение Дарриуса и Онаги

Игра перенимает геймплей Mortal Kombat: Deadly Alliance, но включает в себя новые функции. На некоторых аренах появилось оружие, которое можно подобрать и использовать, локации стали разветвлёнными, что означает, что игрок может выбить противника из зоны боя в определённых местах, а затем продолжить в новой области. На большинстве уровней теперь есть смертельные ловушки, которые мгновенно убивают любого игрока, попавшего в них. В игре также можно прерывать комбо противника до трёх раз за матч. В Deception также появились мультиплеер и новый вид добиваний.
В Deception представлены две мини-игры, в которых используются персонажи серии: «Шахматная битва» (англ. Chess Kombat) и «Головоломка» (англ. Puzzle Kombat). Вернулся режим «Завоевание» (англ. Konquest) из Mortal Kombat: Deadly Alliance, но он был расширен до масштабной приключенческой игры с собственным сюжетом.
«Крипт» (англ. Krypt) из Mortal Kombat: Deadly Alliance также вернулся в Deception. В нём можно открыть доступ к дополнительному контенту, спрятанному в гробах, открываемых за виртуальную валюту. В Deception размер «Крипта» был уменьшен с 676 гробов до 400. У некоторых захоронений есть замки, для которых требуются ключи, их можно найти только в режиме «Завоевание».

### Завоевание
Режим представляет собой ролевую игру с открытым миром, которая позволяет путешествовать по нескольким мирам. Изначально игрок появляется в линейном городе, но в конце концов он оказывается в классических локациях Mortal Kombat, таких как Внешний мир, Эдения и Преисподняя. Данный режим существенно расширен по сравнению с предыдущей частью. Большая часть дополнительного контента разблокируется именно в нём.

### Шахматная битва
«Шахматная битва» (англ. Chess Kombat) — мини-игра, похожая на классические шахматы. Каждый тип фигуры представлен персонажем по выбору игрока.
В этой мини-игре можно использовать всех разблокированных персонажей. Здоровье и наступательная сила фигур в боевых ситуациях определяются их рангом. Обе команды могут незаметно превратить одну клетку в смертельную ловушку, которая мгновенно убивает любую фигуру противника, которая наступает на неё. В обеих командах есть два «Колдуна», которые могут использовать заклинание вместо того, чтобы двигаться. Заклинания способны воскрешать, перемещать или убивать персонажей более низкого ранга. Каждое заклинание можно использовать только один раз.

### Головоломка
«Головоломка» (англ. Puzzle Kombat) — мини-игра, похожая на Super Puzzle Fighter II Turbo. В ней представлены деформированные версии персонажей Mortal Kombat, которые атакуют друг друга, как только игрок получает преимущество в игре. Игроки должны выиграть два раунда, чтобы победить. Игроки контролируют сетку, которая постоянно заполняется блоками. Блоки падают парами, и игрок может вращать и перемещать их, пока они не приземлятся. Если блоки достигают вершины своей сетки, игра заканчивается. Если цветной логотип касается блока того же цвета, то все соединённые блоки одного цвета исчезают. В режиме есть 12 игровых персонажей, у каждого из которых присутствует уникальный особый приём. Они либо дают игроку преимущество, либо мешают противнику.

### Персонажи

Персонажи Mortal Kombat: Deception (версия PS2 и Xbox)

В игре представлено 26 персонажей. Девять из них впервые дебютировали в серии. Единственным неиграбельным персонажем является Онага, главный босс игры.
В версии для GameCube присутствуют ещё два игровых персонажа: Горо и Шао Кан, оба ранее считались погибшими в прологе Deadly Alliance.
- Ашра
- Барака
- Бо Рай Чо
- Эрмак
- Дайро (новый персонаж)
- Дарриус (новый персонаж)
- Джейд
- Кабал
- Кира (новый персонаж)
- Кобра (новый персонаж)
- Кэнси
- Ли Мэй
- Лю Кан
- Милина
- Ночной Волк
- Онага (босс, король драконов и бывший император Внешнего Мира)
- Райдэн
- Скорпион
- Синдел
- Саб-Зиро
- Сюдзинко[комм. 1] (новый персонаж)
- Таня
- Горо (есть только в версиях для GameCube и PSP)
- Шао Кан (есть только в версиях для GameCube и PSP)
- Хавик (новый персонаж)
- Хотару (новый персонаж)
- Нуб-Смоук (альянс между Нуб Сайботом и Смоуком[9])

## Сюжет

### Основная игра
Сюжет начинается сразу после событий Mortal Kombat: Deadly Alliance. Смертельный альянс (Шан Цунг и Куан Чи) преуспел в своём плане. Воины Райдэна, которые должны были защищать шесть царств, были убиты во время турнира. Это послужило идеальным отвлечением, Шан Цунг и Куан Чи забрали достаточно душ, чтобы воскресить Непобедимую армию Короля драконов Онаги, бывшего императора Внешнего Мира. Как единственный выживший, Райдэн пытается сразиться с обоими колдунами, но в конечном итоге терпит поражение. Смертельный альянс быстро распадается, когда Шан Цунг и Куан Чи предают друг друга с целью завладения амулетом Шиннока, который позволил бы управлять армией. Куан Чи одержал победу, когда Онага вошёл во дворец, в котором происходила битва. Куан Чи, Шан Цунг и Райдэн объединяют усилия, чтобы остановить Онагу. Райдэн в конечном итоге использует все свои силы для создания колоссального взрыва, который убил обоих членов Смертельного альянса и самого бога грома, разрушил окружающей дворец, однако не повлиял на Короля драконов. Теперь Онага стремится использовать шесть артефактов, называемых Камидогу (буквально «инструмент бога» или «божественная глина»), которые способны разрушить все царства.

### Завоевание
Действие «Завоевания» разворачивается перед событиями основного сюжета и повествует об истории Сюдзинко, начиная с его тренировок с Бо Рай Чо и заканчивая началом основной истории Deception. Сюдзинко встречает Дамаси, существо, которое просит его о помощи в сборе шести могущественных предметов, Камидогу, для отправки их Старшим богам. К тому времени, когда он собирает шесть камидогу, Сюдзинко уже старик, посвятивший своей миссии сорок шесть лет. Однако затем выясняется, что Дамаси — это Король драконов Онага. После раскрытия его личности Сюдзинко решает победить Онагу.

## Разработка
Один из создателей Mortal Kombat Эд Бун хотел, чтобы Deception был непредсказуемым файтингом, который давал бы игрокам новые возможности, которые «они даже не могли себе представить». Для этого сотрудники Midway собирали информацию от фанатов, чтобы узнать, над чем им стоит работать. Желая удивить игроков и сделать Deception глубже, они добавили мини-игры: головоломки и шахматы. Бун и Джон Подласек руководили разработчиками, которых разделили на команды для работы над разными сегментами игры. Одной из их задач было сохранение традиционного ощущения серии Mortal Kombat, поскольку они хотели, чтобы насилие в игре сделало её более реалистичным файтингом, а не «боевым симулятором».
Внешний вид персонажей был улучшен. Количество Fatality увеличилось до двух на персонажа. Были добавлены Hara-Kiri, ритуальные самоубийства, чтобы проигравшие также могли выполнить завершающий приём. Одной из главных особенностей Deception стал упор на онлайн-мультиплеер. Разработчикам потребовался почти целый год, чтобы решить, жизнеспособна ли эта функция. Команда сосредоточила свои усилия исключительно на платформах, которые имели мощные онлайн-сервера, ими стали PS2 и Xbox.
Подробности об игре были впервые представлены широкой публике в выпуске PlayStation: The Official Magazine в мае 2003 года, в котором игра называлась Mortal Kombat VI, и было подтверждено наличие сетевого режима. 6 февраля 2004 года Midway зарегистрировала доменные имена mkdeception.com и mortalkombatdeception.com. Позже в том же месяце компания выпустила первый трейлер игры, подтверждающий официальное название.

## Выпуск
Mortal Kombat: Deception была выпущена для PlayStation 2 и Xbox в Северной Америке 4 октября 2004 года, в остальном мире она вышла 19 ноября 2004 года. Во Франции игра была локализована как Mortal Kombat: Mystification из-за проблем с переводом названия Mortal Kombat: Deception. 1 марта 2005 года была выпущена версия для GameCube исключительно в Северной Америке.
В октябре 2005 года игра была переиздана как Platinum Hits на Xbox и Greatest Hits на PS2, она стала продаваться в новой упаковке и по сниженной цене. Deception также включена вместе с Mortal Kombat: Shaolin Monks и Mortal Kombat: Armageddon в сборник Mortal Kombat Kollection, выпущенный 29 сентября 2008 года для PS2.

### Mortal Kombat: Unchained

Обложка североамериканского издания игры

Mortal Kombat: Unchained (сокр. MKU; с англ. — «Смертельная битва: Путь к свободе») — портативная версия Mortal Kombat: Deception, разработанная Just Games Interactive для PlayStation Portable. Она была выпущена 9 ноября 2006 года в Австралии, 13 ноября 2006 года в Северной Америке и 24 ноября 2006 года в Европе.
В ней присутствуют все персонажи из версии Mortal Kombat: Deception для GameCube, а также исключительно для PlayStation Portable из Mortal Kombat: Deadly Alliance добавлены ещё четыре бойца — Блейз, Фрост, Джакс и Китана. У трёх из четырёх дополнительных персонажей только по одному Fatality, а Hara-Kiri отсутствует у всех. Беспроводная ad-hoc-сеть используется для возможности играть в многопользовательский режим.
Mortal Kombat: Unchained получила смешанные отзывы. В своём обзоре Digital Entertainment News отметили, что «эта версия содержит слишком много упущений, чтобы быть такой же приятной».

## Успех и признание
Через неделю после выхода Mortal Kombat: Deception было продано миллион единиц, что превзошло продажи предыдущей игры серии. Она стала самой продаваемой игрой в истории Midway. Год спустя по всему миру было продано 1,9 миллиона единиц.
Перед выпуском игры GameSpot назвал её лучшим файтингом на E3 2004 года. Игра также стала победителем конкурса GameSpot Top Spike TV Video Game Awards 2004 года в категории «Лучший файтинг». В рейтинге лучших и худших игр GameSpot за 2004 год Deception получила награду за «Лучший файтинг». Версия для PlayStation 2 заняла второе место в конкурсе «Лучшие игры 2004 года для PS2 по версии IGN» в категории «Лучший файтинг» и получила приз читателей. 1 февраля 2005 года Deception получила награду «Файтинг года» на 8 ежегодной премии Interactive Achievements Awards. Deception была номинирована на премию «Game…Sequel Fighting» Национальной академии обозревателей торговли видеоиграми, но проиграла Dead or Alive Ultimate. В книге Guinness World Records Gamer’s Edition 2015 игра была отмечена как первый файтинг с онлайн-режимом.

## Отзывы
| Сводный рейтинг    | Сводный рейтинг | Сводный рейтинг | Сводный рейтинг | Сводный рейтинг |
| Издание            | Оценка          | Оценка          | Оценка          | Оценка          |
| Издание            | GC              | PS2             | PSP             | Xbox            |
| ------------------ | --------------- | --------------- | --------------- | --------------- |
| GameRankings       | 77,43 %         | 82,00 %         | 70,88 %         | 81,31 %         |
| Metacritic         | N/A             | 81              | N/A             | N/A             |
| Иноязычные издания |                 |                 |                 |                 |
| Издание            | Оценка          | Оценка          | Оценка          | Оценка          |
| Издание            | GC              | PS2             | PSP             | Xbox            |
| 1UP.com            | B               | N/A             | N/A             | B+              |
| GameSpot           | 8,3/10,0        | 8,5/10          | N/A             | N/A             |
| GameSpy            | [ 43 ]          | N/A             | N/A             | [ 44 ]          |
| GameZone           | N/A             | 8,7/10          | N/A             | N/A             |
| IGN                | N/A             | 8,8/10          | N/A             | N/A             |
| TeamXbox           | N/A             | N/A             | N/A             | 9,1/10          |

Игра получила средние и положительные отзывы. Агрегатор Metacritic вывел ей среднюю оценку в 81 балл из 100 для PlayStation 2. В 2004 году игра получил награду «Лучший файтинг» от GameSpot.
Луи Бедиджан из GameZone назвал взаимодействие с аренами одной из лучших нововведений игры. Он похвалил возвращение «классических персонажей». Джереми Данэм из IGN написал, что на тот момент это была лучшая игра из серии Mortal Kombat, однако он назвал дизайн персонажей в Deception «роботизированным». Саундтрек также подвергся критике. Грег Касавин из GameSpot прокомментировал, что бои были значительно улучшены за счёт добавления новых стилей боя, которые «явно вдохновлены фильмами о кунг-фу». Дейл Нардоцци из TeamXbox похвалил анимацию персонажей, добавив, что саундтрек «идеально задаёт тон для ваших основных действий, выпотрошения, обезглавливания и пронзания».
Режим «Завоевание» получил неоднозначные отзывы. Данэму понравилось, как он дополняет основную сюжетную линию игры. Касавин, напротив, отметил, что режим «является слабым местом игры», и назвал его «уродливым», сказав, что в нём отсутствует хорошая озвучка и графика. Нардоцци считает, что мини-игры становятся интересны, если играть в них онлайн.
В отличие от версий для Xbox и PS2, порт на GameCube получил более низкие оценки. Его критиковали за отсутствие онлайн-режима и низкое качество изображения. В своём обзоре Мигель Лопес из GameSpy написал, что версия для GameCube «далеко не лучшая версия игры», и посоветовал игрокам выбрать другую платформу.
Константин Говорун из журнала «Страна игр» написал, что «в Deception можно играть не только фанатам» серии, отметив, что «профессионалу игра вполне может не понравиться».